# Armenië op het Eurovisiesongfestival 2008

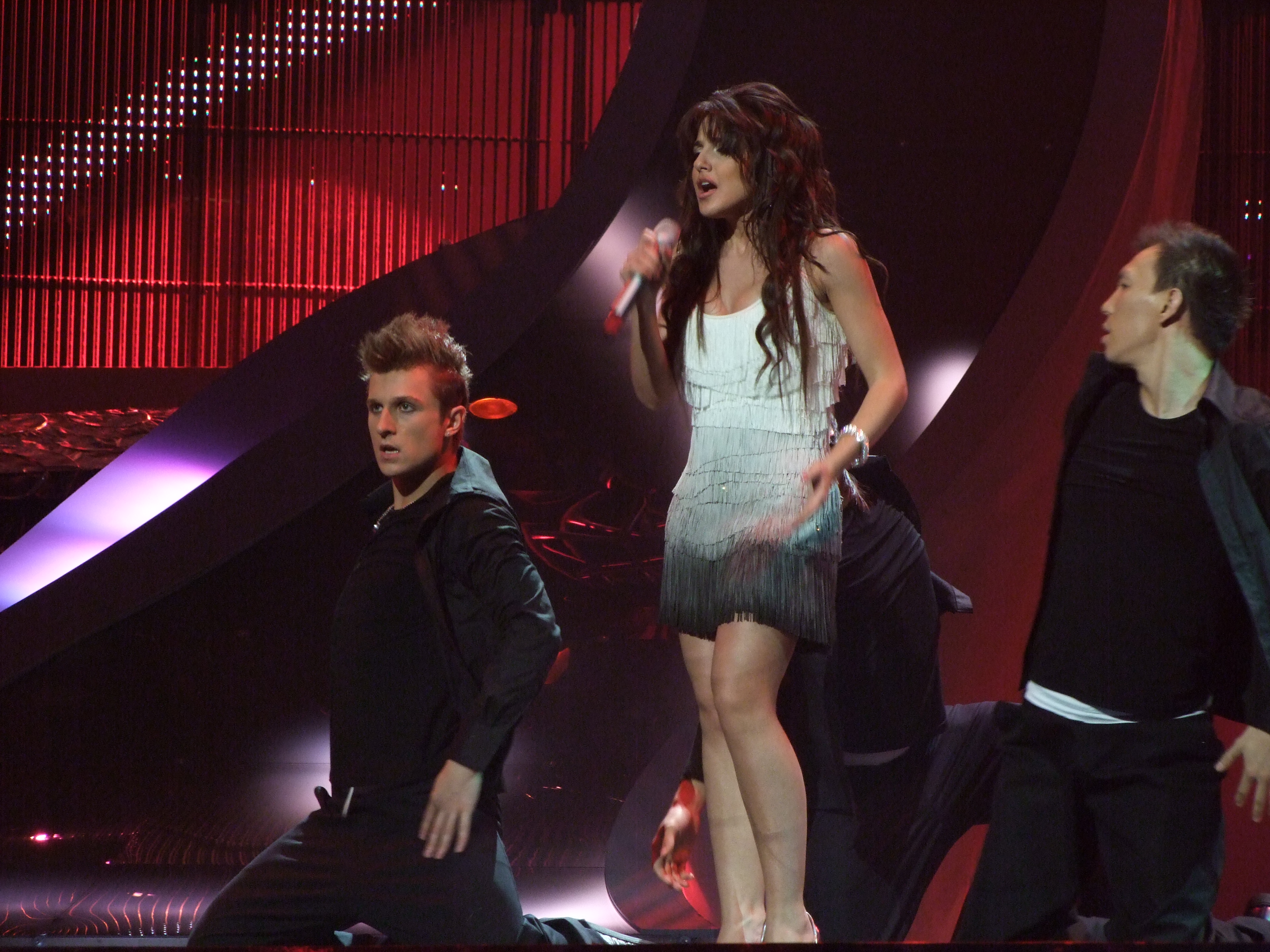
Sirusho zingt "Qélé, Qélé" tijdens het Eurovisiesongfestival 2008

Armenië nam deel aan het Eurovisiesongfestival 2008 in Belgrado, Servië. Het was de derde deelname van het land op het Eurovisiesongfestival. De artiest werd intern gekozen. ARMTV was verantwoordelijk voor de Armeense bijdrage voor de editie van 2008. Zangeres Sirusho eindigde met het liedje Qélé, Qélé op de vierde plaats in de finale in Belgrado.

## Nationale selectieprocedure
In januari 2008 maakte de, directeur van de Armeense nationale omroep, bekend de act voor het Eurovisiesongfestival 2008 intern te kiezen. Rond maart 2008 werd bekend dat Sirusho haar land zou vertegenwoordigen in Belgrado. Op 8 maart 2008 zou ze tijdens een liveshow vier nummers zingen. In die nationale finale werd de helft van de punten verdeeld door een vakjury, de andere helft door het publiek via televoting. Het nummer dat won was Qélé, Qélé.

## Nationale finale
8 maart 2008
| Startplaats | Lied               | Resultaat   | Resultaat |
| Startplaats | Lied               | Percentages | Plaats    |
| ----------- | ------------------ | ----------- | --------- |
| 1           | Strong             | 2,4%        | 4         |
| 2           | I can't control it | 6,0%        | 2         |
| 3           | I still breathe    | 5,1%        | 3         |
| 4           | Qélé, Qélé         | 86,5%       | 1         |

## In Belgrado
In de eerste halve finale moest men aantreden als 14de, net na Bosnië en Herzegovina en voor Nederland.
Op het einde van de avond bleek dat men doormocht naar de finale, men behaalde een 2de plaats met 139 punten.
Men ontving 5 keer het maximum van de punten.
België en Nederland hadden beiden 12 punten over voor deze inzending.
In de finale moest Armenië als vijfde optreden , na Duitsland en voor Bosnië en Herzegovina. Op het einde van de puntentelling hadden de Armenen 199 punten verzameld, wat goed was voor een 4de plaats. 
Men ontving acht keer het maximum van de punten. 
België en Nederland hadden beiden 12 punten over voor deze inzending.

### Gekregen punten

#### Halve Finale 1
| 12 punten                                            | 10 punten                   | 8 punten              | 7 punten            | 6 punten                             |
| ---------------------------------------------------- | --------------------------- | --------------------- | ------------------- | ------------------------------------ |
| - België - Griekenland - Nederland - Polen - Rusland | - Georgië - Israël - Spanje | - San Marino          |                     | - Bosnië en Herzegovina - Montenegro |
| 5 punten                                             | 4 punten                    | 3 punten              | 2 punten            | 1 punt                               |
| - Moldavië - Roemenië - Slovenië                     | - Finland                   | - Andorra - Noorwegen | - Estland - Ierland |                                      |

#### Finale
| 12 punten                                                                             | 10 punten                   | 8 punten                          | 7 punten                      | 6 punten                                 |
| ------------------------------------------------------------------------------------- | --------------------------- | --------------------------------- | ----------------------------- | ---------------------------------------- |
| - België - Frankrijk - Georgië - Griekenland - Nederland - Polen - Rusland - Tsjechië | - Cyprus - Spanje - Turkije | - Bulgarije - Israël - San Marino | - Oekraïne - Wit-Rusland      | - Bosnië en Herzegovina - Duitsland      |
| 5 punten                                                                              | 4 punten                    | 3 punten                          | 2 punten                      | 1 punt                                   |
| - Servië - Slovenië                                                                   | - Roemenië                  |                                   | - Albanië - Moldavië - Zweden | - IJsland - Noord-Macedonië - Montenegro |

### Punten gegeven door Armenië

#### Halve Finale 1
Punten gegeven in de halve finale:
| 12 punten | Rusland      |
| 10 punten | Griekenland  |
| 8 punten  | Noorwegen    |
| 7 punten  | Israël       |
| 6 punten  | Moldavië     |
| 5 punten  | Roemenië     |
| 4 punten  | Slovenië     |
| 3 punten  | Nederland    |
| 2 punten  | Azerbeidzjan |
| 1 punt    | Polen        |

#### Finale
Punten gegeven in de finale:
| 12 punten | Rusland     |
| 10 punten | Georgië     |
| 8 punten  | Griekenland |
| 7 punten  | Noorwegen   |
| 6 punten  | Israël      |
| 5 punten  | Oekraïne    |
| 4 punten  | Frankrijk   |
| 3 punten  | Servië      |
| 2 punten  | Kroatië     |
| 1 punt    | Spanje      |

2006 · 2007 · 2008 · 2009 · 2010 · 2011 · 2012 · 2013 · 2014 · 2015 · 2016 · 2017 · 2018 · 2019 · 2020-2021 · 2022 · 2023 · 2024 · 2025